# Incêndios florestais no Canadá em 2023
Os incêndios florestais no Canadá se iniciaram em 1.º de março de 2023, aumentando gradativamente sua intensidade. O Canadá foi afetado por uma série recorde contínua de queimadas. Considerada a pior temporada de incêndios na história do Canadá, eles afetaram todas as províncias e territórios canadenses, exceto Nunavut.

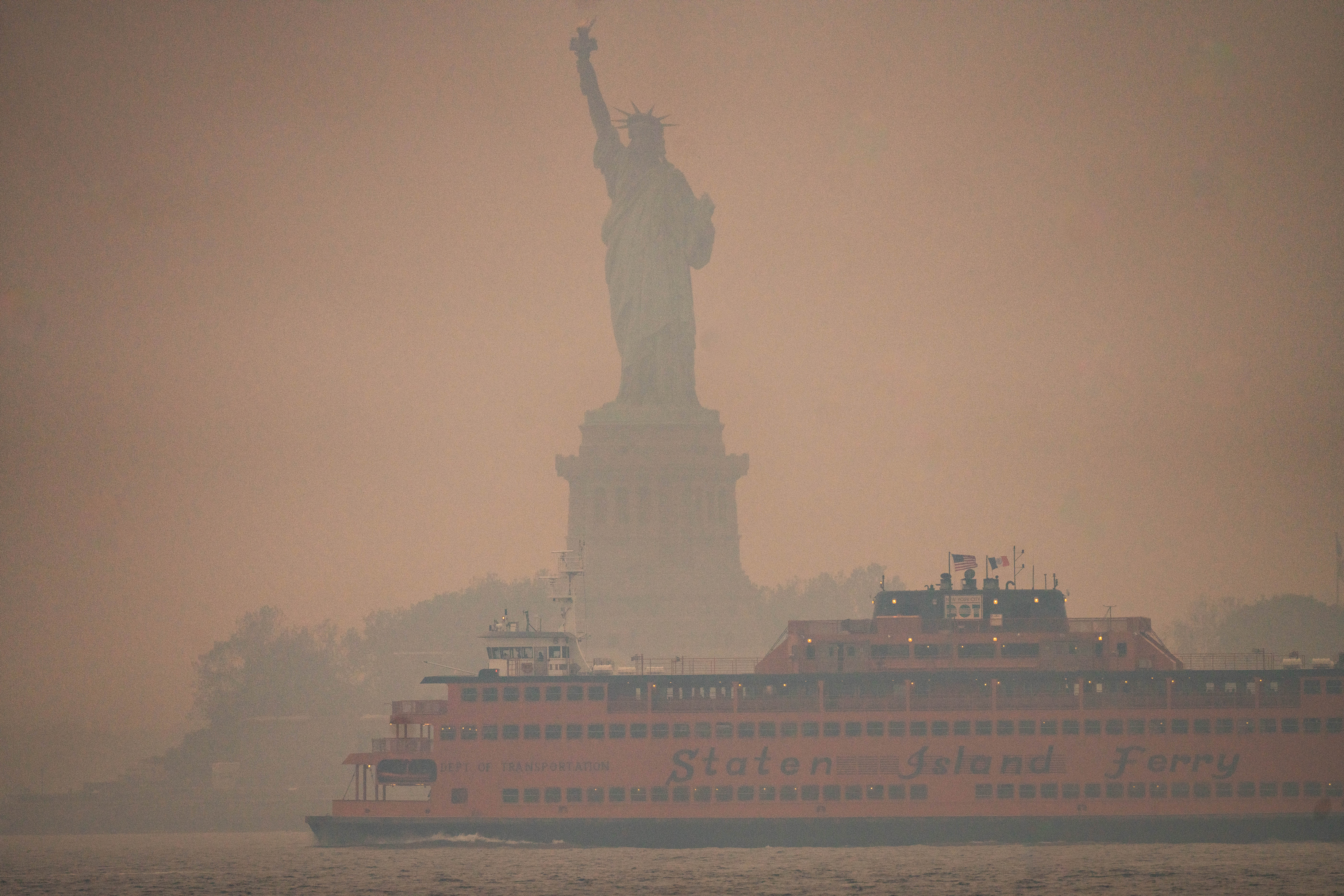
A Estátua da Liberdade em 7 de junho de 2023

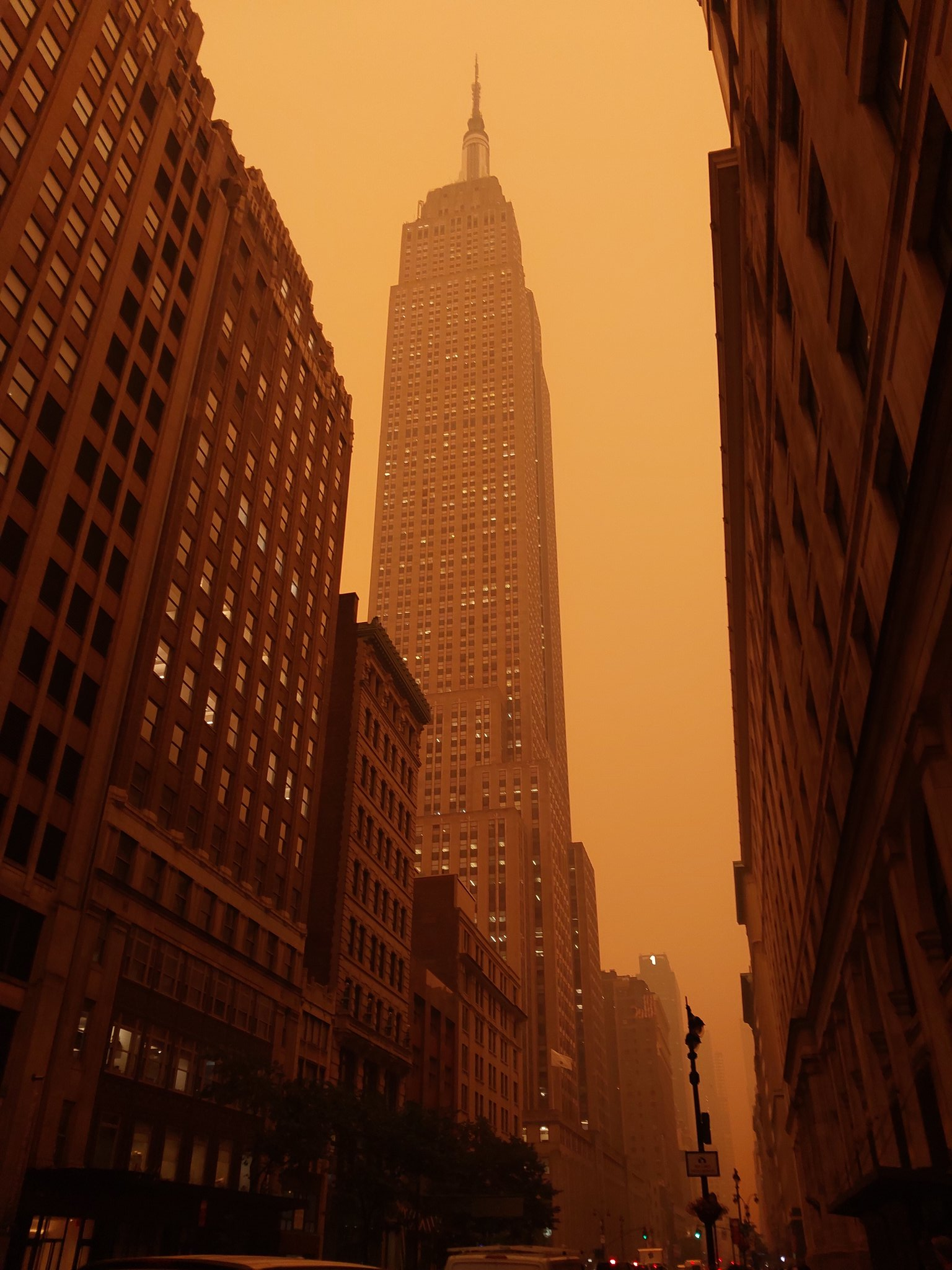
O Empire State Building visto do chão em 7 de junho de 2023

A partir de 5 de junho, 2214 incêndios queimaram 43 mil quilômetros quadrados. Em 6 de junho, havia 413 incêndios florestais ativos, 249 dos quais foram considerados "fora de controle". A fumaça emitida pelos incêndios florestais causou alertas de qualidade do ar e evacuações no Canadá, Estados Unidos e Europa.